# San Bartolomeo dei Vaccinari
San Bartolomeo dei Vaccinari, también llamado Santo Stefano de Arenula, fue una iglesia en Roma, consagrado al apóstol Bartolomé y originalmente al santo mártir Stefanos. Estaba ubicada en la actual Via di San Bartolomeo de' Vaccinari en la Rione de Regola. Fue demolida en 1885 para permitir la construcción de los muelles del Tíber (muraglioni). El sobrenombre de "Vaccinari" hace referencia a la Confraternita dei Vaccinari, el de gremio curtidores.

## Historia
Fue construida probablemente durante la Alta Edad Media. Se menciona en una bula promulgada en 1186 por el Papa Urbano III; la bula lo enumera entre las ramas de la iglesia parroquial de San Lorenzo en Dámaso. Además, aparece en Il catalogo Parigino (hacia 1230) como S. Stephanus de Baccinariis,  en Il catalogo di Torino (hacia 1320) como Ecclesia sancti Stephani de Arenula  y en Il catalogo del Signorili (hacia 1425) como ciencia. Stephani en victimariis.
Los hallazgos arqueológicos han demostrado que durante la Edad Media se sacrificaba ganado cerca de la iglesia. Con el tiempo, los curtidores se establecieron en el barrio. En el siglo XIV, era iglesia parroquial, pero este derecho fue abolido en 1570, cuando el Papa Pío V lo dejó al gremio de curtidores, que anteriormente había ocupado la iglesia de San Paolo alla Regola. Este gremio luego cambió la advocación de Stefanos a Bartolomaios, que era su santo patrón. Según la tradición, el apóstol Bartolomé fue martirizado al ser desollado vivo.

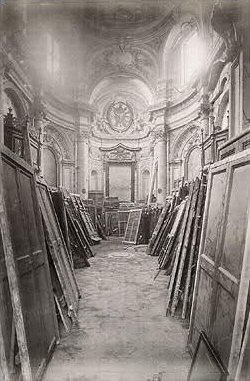

El gremio reconstruyó la iglesia en 1723 y le dio planta elíptica. Fue restaurada en 1827. Durante la década de 1880 se llevó a cabo una importante reestructuración del plan urbano de la zona y en 1885 se demolió. El interior había sido utilizado durante algún tiempo como almacén antes de la demolición.
El retablo mayor de  mármol y bronce dorado fue llevado posteriormente a una iglesia de Assab en Eritrea, entonces colonia italiana.
La pintura del altar mayor fue realizada por Giovanni de' Vecchi y representaba el martirio de San Bartolomé.  Dos de los cuatro retablos de la capilla lateral fueron realizados por Jacopo Zoboli y Francesco Ragusa. El fresco del techo fue obra de Niccolò Circignani, llamado Il Pomarancio. El interior tenía ocho medias columnas corintias, cuatro a cada lado, y su decoración en estuco era rica. En la semicúpula del ábside estaba la paloma del Espíritu Santo en estuco, rodeada de amorcillos. Los frescos del coro fueron obra de Miguel Ángel Cerruti . La primera capilla de la derecha estaba dedicada a la Virgen María y tenía un cuadro de Cerruti que representaba a la Virgen María con santos. La otra capilla tenía un cuadro del citado Zoboli. Ambas capillas de la izquierda tenían retablos de Cerruti; el más cercano al coro estaba dedicado a San Esteban y tenía el cuadro El martirio de San Esteban.
| - San Bartolomeo dei Vaccinari (en la flecha roja) en el mapa de Romade Rodolfo Lancianilos de 1893 y 1901. |